# 鳴海八幡宮
鳴海八幡宮（なるみはちまんぐう）は、愛知県名古屋市緑区鳴海町にある神社。尾張国愛知郡の式内社「川原神社」の論社とも「伊副神社」の論社ともされる。

## 概要
古くから「八幡」と呼ばれており、成海神社の別宮とされていた。神社の所在地は、江戸期に善之庵村と称されていた地域で、鳴海村の枝郷であった。創建年代は不詳であるが、鎌倉時代の社職の記録があることや、境内に樹齢1000年を超えるクスノキが残ることから平安時代以前に遡る古社の可能性が指摘されている。後述するように、式内社の論社となっている。
当神社周辺からは、弥生時代の集落跡「前之輪遺跡」が見つかっており弥生土器などが出土している。

## 祭神
- 応神天皇（品陀和気命）[4]
- 神功皇后（息長帯日賣命）[4]
- 玉依毘賣命[4]
- 邇々藝命[4]
- 月讀命[4]

## 歴史
当社は鎌倉時代には既に存在していたらしく、貞永元年（1232年）に久野家初代が社職となったという記録が残っている。古くから八幡宮と称されており、鳴海東宮（成海神社）と対に扱われていた。戦国期には今川義元や山口長次郎重政が当社と鳴海東宮に社領を寄進した記録が残ってる。
『尾張徇行記』によれば、神官の久野氏が鳴海八幡宮が『延喜式神名帳』の尾張国愛知郡「川原神社」であるという書上を提出している。『特選神名牒』によれば、江戸期の釣燈籠や棟札には「河原神社」と書かれているものがあるという。
一方、式内社の尾張国愛知郡「伊副神社」にあたるという説もあるが、『尾張国風土記』の記述から伊副神社は愛知郡日部郷にあったと推定され、当社を伊副神社に比定するには無理がある。
元禄3年（1690年）に鳴海神社の神官を牧野家とともに務めていた鳴海宿本町の久野家が前之輪に移住し、神官を兼任した。元禄13年（1700年）に牧野家神官と久野家神官が口論し、祭礼が分裂。作町から中島までの氏子が成海神社の氏子から八幡宮の氏子に変わり、祭りも表方と裏方に分かれて行うようになる。近年は、表と裏がひとつになり鳴海宿本町に山車が参集する取り組みが見られる。

### 年表
- 弘治17年（1557年）12月3日 - 今川義元が八幡宮と鳴海東宮（成海神社）へ神田11貫50文寄進[11]。
- 天正17年（1589年） - 山口長次郎重政が八幡宮と鳴海東宮両神社神主へ社領20貫文寄進した[11]。
- 元和8年（1622年）8月 - 本殿を再建する[5]。
- 元禄13年（1700年） - 牧野家神官と久野家神官が口論をした結果、作町から中島までの氏子が成海神社の氏子から八幡宮の氏子に変わり、祭りも表方と裏方に分かれて行うようになる[12]。
- 文化元年（1804年） - 境内の樹木を使い手水舎を建造[14]。
- 文政2年（1819年） - 手水舎を再建[14]。
- 文政12年（1819年） - 拝殿や渡殿等を再建する[14]。
- 享保18年（1733年）11月1日 - 尾張藩主徳川宗春が鳴海八幡宮に参拝する[8]。
- 安永4年（1775年）8月19日 - 尾張藩主徳川宗春が鳴海八幡宮に参拝する[15]。
- 元文2年（1737年） - 御旅所を扇川畔に建立[16]。
- 安政6年（1859年） - 鳥居を再建[16]。
- 明治5年（1872年）7月28日 - 村社に昇格。神社名を八幡社から八幡宮へ改める[17]。
- 明治13年（1880年） - 社殿を造営する[14]。
- 明治40年（1907年）10月26日 - 幣帛料供進社指定村社となる[5]。
- 昭和6年（1931年） - 社殿を造営する[14]。
- 昭和9年（1934年）4月 - 扇川畔の御旅所を新築する[16]。
- 昭和31年（1956年）7月 - 旧鳴海町役場庁舎を社務所として移築[14]。
- 昭和43年（1959年） - 伊勢湾台風により被害を受け、拝殿や手水舎など倒壊[14][16]。
- 昭和43年（1968年） - 拝殿や本殿、末社、手水舎を新築するとともに、鳴海八幡宮と改称[17][16]。
- 昭和48年（1973年） - 末社稲荷社を相殿から別殿へ遷す[18]
- 平成12年（2000年） - 末社北野天満社を相殿から別殿へ遷す[18]

## 主な年中行事
- 歳旦祭：正月元旦[19]
- 北野天満社例祭：正月上旬[19]
- 節分祭：2月節分の日[19]
- 紀元祭：2月11日[19]
- 祈年祭：3月後半の日曜日[19]
- 稲荷祭：5月の日曜日[19]
- 輪くぐり神事：7月30日[19]
- 香良洲社例祭：8月12日[19]
- 例大祭（表方祭）：10月前半の土曜日[19]
- 七五三：11月前半の日曜日[19]
- 新嘗祭：11月23日頃[19]
- 秋葉社例祭：12月16日[19]
- 天長祭：12月23日[19]
- 除夜祭（大祓）：12月31日[19]
- 月次祭：毎月前半[19]

## 境内

### 神木
クスノキの大木で、幹の太さは直径8メートルある。室町時代には既に大木であったと伝えられており、樹齢1000年～1200年と推定されている。平成12年（2000年）に愛知県樹木医会が治療を行った。

### 社務所
明治36年（1903年）に鳴海町役場の庁舎として建てられ、昭和31年（1956年）7月に現在の地へ社務所として移築した。名古屋市より認定地域建造物資産に指定されている。

## 摂末社
現在は末社として次の10社がある。かつては、他になど5数社があったという。

### 現在の摂末社
- 稲荷社：宇迦之御魂大神[21]
- 高良社：建内宿禰命[22]
- 北野天満社：菅原道真公[22]
- 秋葉社：軻遇突智命[22]
- 国造社：大国主神[22]
- 須佐之男社：須佐之男命[22]
- 金刀比羅社：大物主神[22]
- 御鍬社：天照大神、豊受大神[22]
- 香良洲社：稚日女命[22]
- 祓戸社：瀬織津比咩神、気吹戸主神[22]

### 昔の摂末社
- 北之社：高御産巣日神[22]
- 国造宮：天照大神[22]
- 道分社：猿田毘古神[22]
- 居森社：大日孁貴幸魂、須佐之男命幸魂、疹神[22]

## ギャラリー

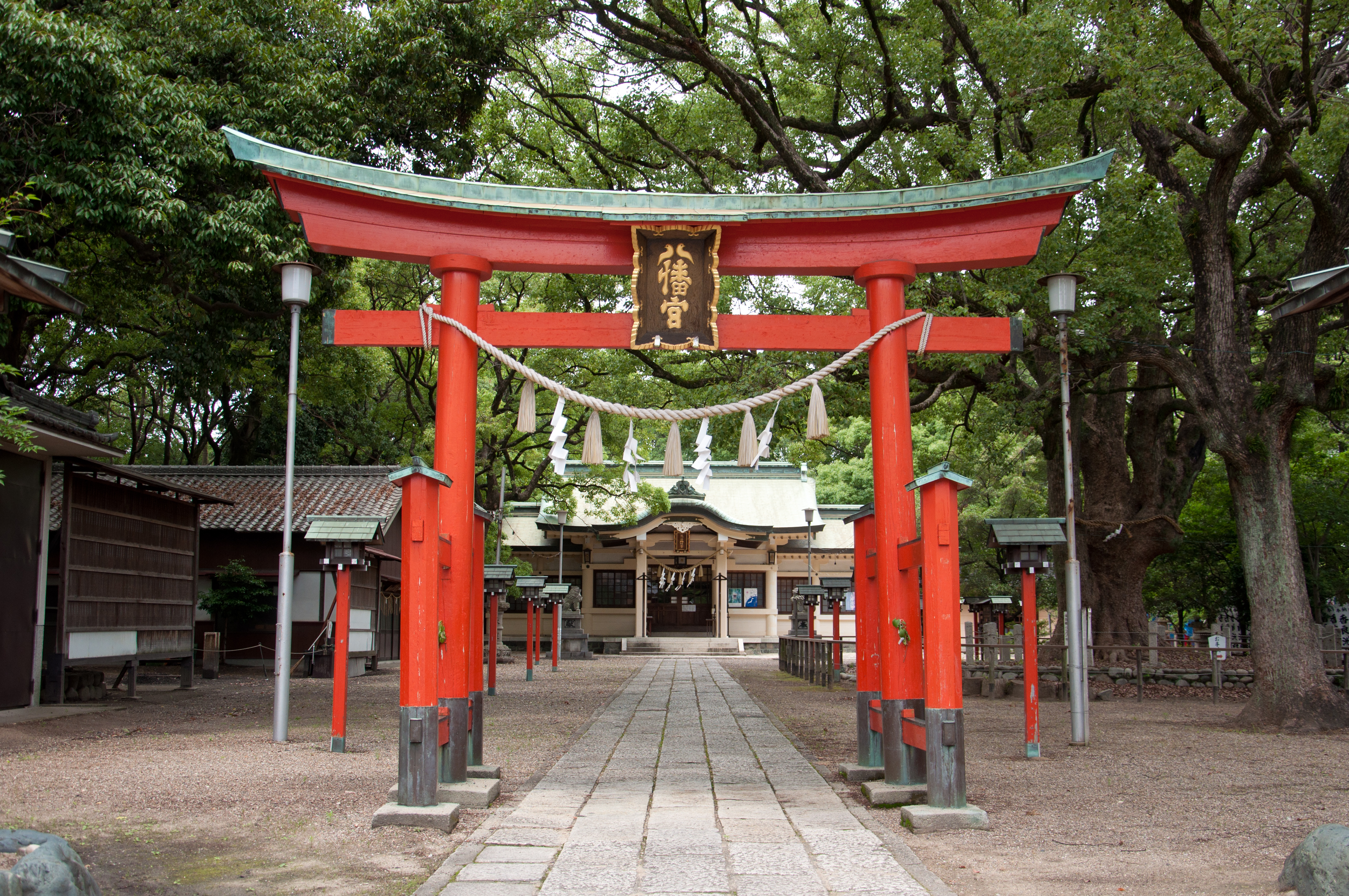
鳥居
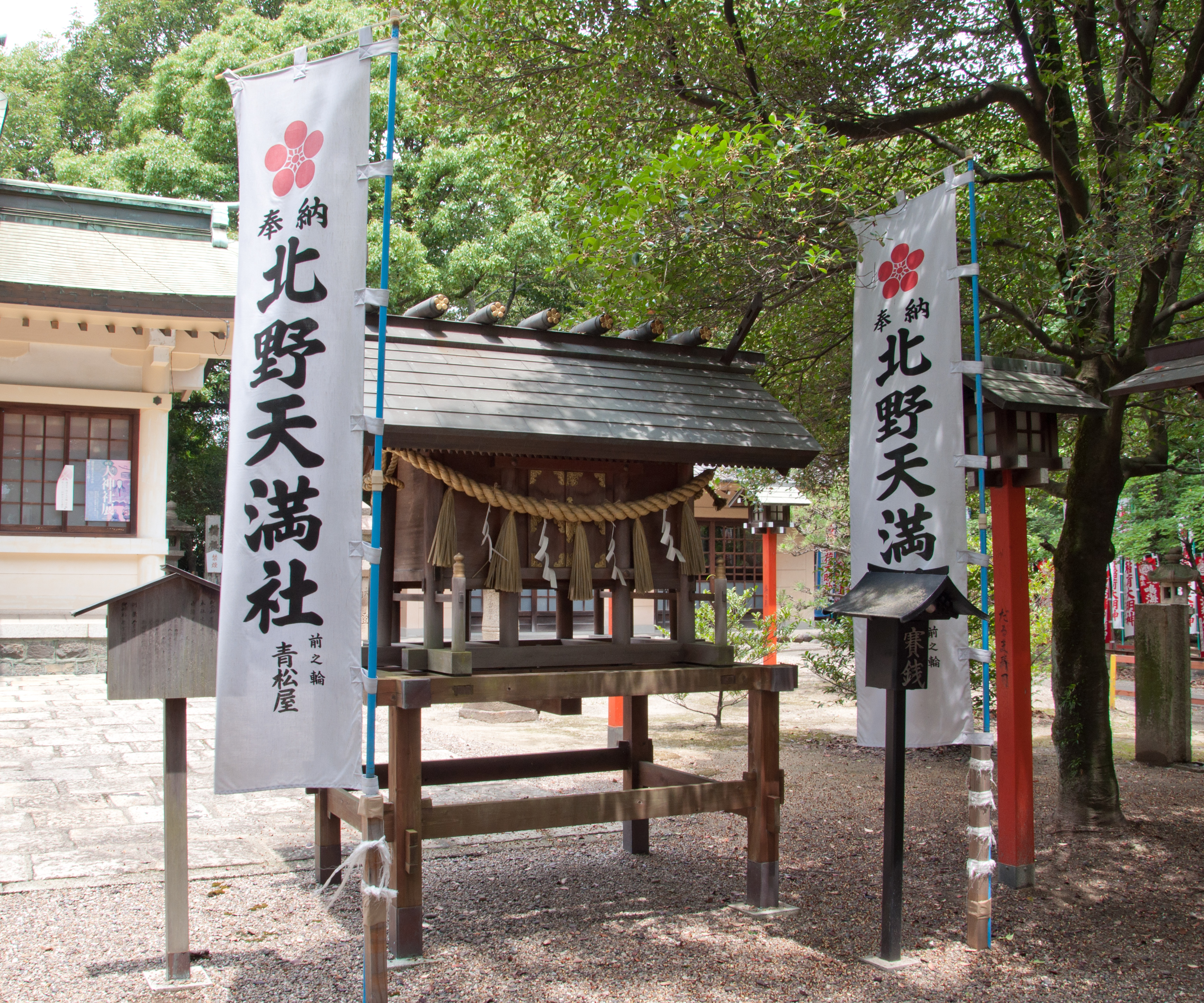
北野天満社
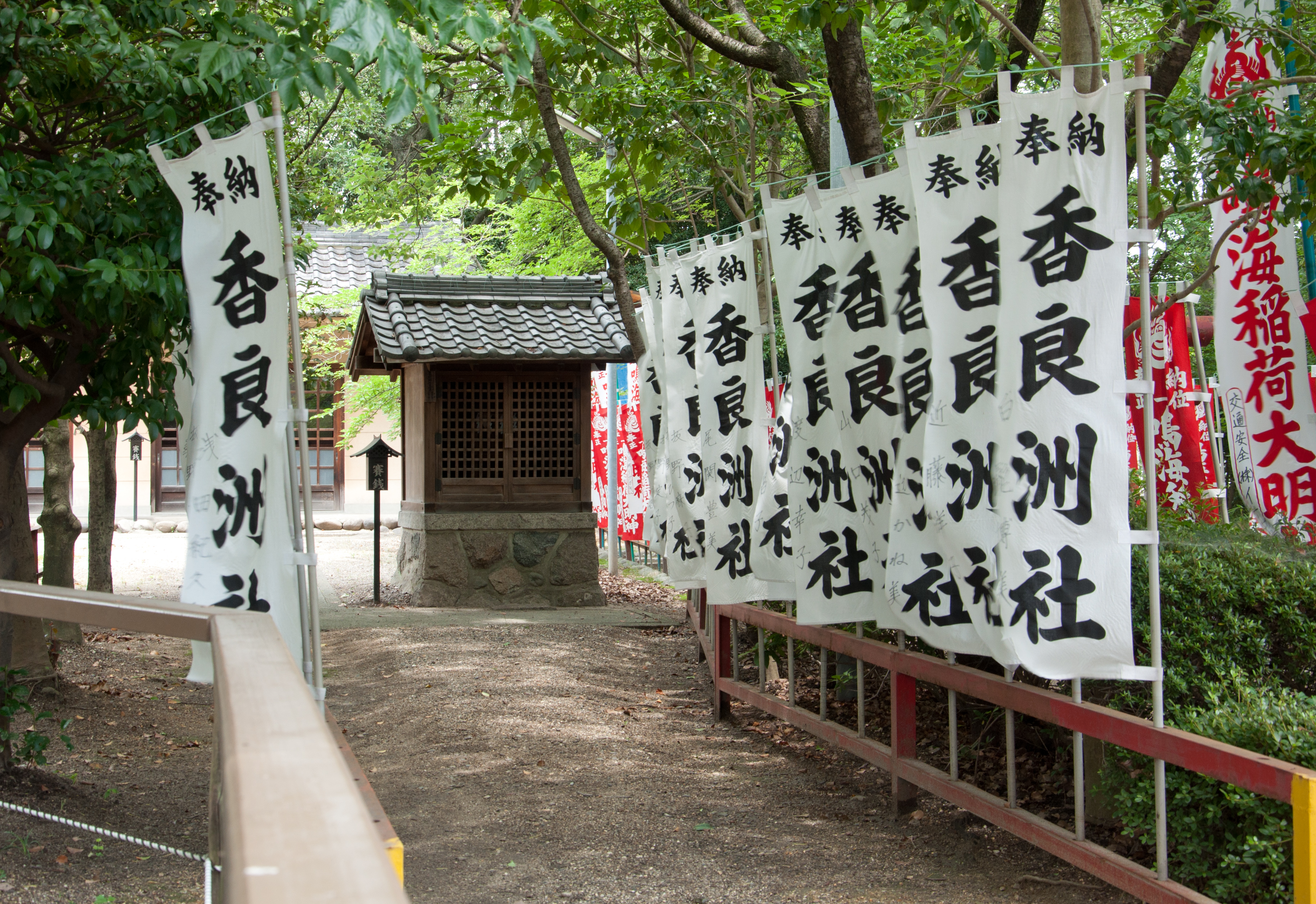
香良洲社

## 祭礼
かつて祭礼は同じ鳴海に鎮座する成海神社と同日に町をあげて行われていたが、元禄13年（1700年）に両神社のあいだで祭礼論争が起き、それ以来表方（鳴海八幡宮）と裏方（成海神社）に分かれて行われるようになった。近年は、表と裏がひとつになり鳴海宿本町に山車が参集する取り組みが見られ、祭礼が分裂する以前のように祭りが行われるようになる。
鳴海八幡宮例大祭（表方祭）は旧8月15日に行っていたものを、大正元年（1912年）より9月15日とし、昭和から10月15日にした。近年では例祭の日を10月前半の土曜日としている。
猩々祭りでは猩々と呼ばれる赤い顔の面と上半身分の竹枠組みで出来たおりその上から衣装で覆った巨大人形が登場し、大人が猩々の人形をかぶり、子供達を追いかけ回す「鳴海八幡宮例大祭（表方祭）」がある。猩々とは鳴海八幡宮の神様である。猩々は作り物の手や棒で子供たちをたたき、猩々に叩かれた子供たちは病気にならないと伝わる。

## 交通
- 名鉄名古屋本線 鳴海駅より徒歩で約20分。
- JR東海道本線 大高駅より徒歩で約20分。